# Día del Profesor Normalista (Chile)
El día del Profesor Normalista en Chile es una efeméride que rememora la labor de los profesores normalistas del siglo XIX a XX. Se celebra el 26 de agosto, fecha que coincide con la promulgación de la Ley de Instrucción Primaria Obligatoria (Ley N.º 3.654) en 1920.
Esta celebración fue establecida durante el gobierno del presidente Ricardo Lagos, instituido en el Decreto Ley N.º 162 que el día 26 de agosto se celebraría el Día del Profesor Normalista a partir del año 2005. 
En la actualidad sigue vigente esta conmemoración.

## Antecedentes

### Escuelas normales en Chile
Bajo el mandato de Arturo Alessandri Palma y tras 18 años de discusión sobre la obligatoriedad de la educación primaria, se aprobó la Ley de Educación Primaria Obligatoria el 26 de agosto de 1920, basada en el ideario de Manuel Montt, que velaba por el cumplimiento de la normativa en la búsqueda de garantizar un acceso gratuito a instituciones educativas de todos los niños y niñas del país sin distinción de ingresos económicos o condiciones sociales. 
Entrando en la tercera década del siglo veinte se produce una etapa de estabilidad para las Escuelas Normales sin el impulso reformista de fines de los veinte y más bien dominado por un asentamiento de lo pedagógico científico desde las Normales mismas y ya no impulsado por el magisterio.
Esta Ley provocó cambios a nivel país en la búsqueda de más Escuelas normales para la enseñanza del profesorado normalista que serían uno de los actores de esta nueva educación. Estas escuelas fueron instituciones encargadas de la formación de profesores capacitados para desempeñar la docencia primaria, mayormente inspiradas en el modelo francés por el sacerdote Juan Bautista de La Salle.
En un principio, estas instituciones eran dirigidas a los preceptores, hasta el año 1854 que bajo la idea de las Monjas Francesas del Sagrado Corazón, encabezado por la madre Ana Du Rousier se creó la primera Escuela Normal de Preceptoras, marcando un hito histórico en la Historia de la Mujer.
El Primer Congreso de Enseñanza Normal (1944) y el Primer Congreso de Educación (1945) empezaron a plantear con fuerza dos aspiraciones del magisterio que adelantarán el futuro de la institución: contar con una escuela única de Educación para formar maestros primarios y secundarios y elevar la formación a nivel universitario de la misma.  

### La labor de los profesores normalistas
La formación del profesor primario nace, en 1842, vinculada al Ministerio de Instrucción Pública, con orientaciones específicas en sus aspectos pedagógicos y curriculares. Consideraremos la Escuela Normal, en el período comprendido entre su fundación hasta la reforma educacional de 1967.
Los profesores o preceptores(as) normalistas eran formados en estas escuelas, siendo totalmente diferentes a los profesores formados en los Institutos Pedagógicos, ya que, los primeros eran dirigidos a la Enseñanza Primaria y los segundos a la Secundaria.
Durante la Dictadura Militar (Chile) encabezada por el General Augusto Pinochet, las escuelas normales quedaron sometidas a la Junta Militar que declaró vigilancia permanente y absoluto control de las instituciones educativas por las Fuerzas Armadas.
Finalmente, en marzo de 1974 se promulgó el Decreto Ley N.º 353, que estableció el cierre definitivo de las escuelas normales. La disposición estableció además un Sistema Nacional de Formación Docente conformado por las universidades del Estado y las particulares reconocidas por este.

## Promulgación del Día del profesor normalista
En el Decreto N.º 162 emitido en la Presidencia de Ricardo Lagos, se dictó el Día del Profesor Normalista.
En este decreto se consideró a los profesores normalistas como la primera expresión de formación profesional de la docencia del país, como pieza fundamental en el desarrollo del sistema educativo, cívico y social en Chile. 

Se instituyó un día en el calendario escolar con el fin de que la labor del Profesor Normalista sea conocida y valorada por los alumnos y alumnas del sistema escolar. Decreto N.º 162 

Artículo N°1: Institúyase el 26 de agosto como el Día del Profesor Normalista. Cuando dicha fecha corresponda a un sábado o a un domingo, será celebrado el día lunes inmediatamente siguiente. 
Artículo N°2: Los establecimientos educacionales, sin perjuicio de funcionar en forma habitual, adoptarán las medidas necesarias para que en ese día se realicen actos que destaquen la labor desarrollada por el Profesor Normalista en beneficio de toda la comunidad nacional.
Anótese, tómese razón y publíquese.
Ricardo Lagos Escobar, Presidente de la República, Sergio Bitar Chacra, Ministro de Educación 
Santiago, 4 de agosto de 2005

Ministerio de Educación 
Este decreto fue promulgado el 4 de agosto, pero fue publicado el 23 de agosto del 2005.